# هوهانس گریگوریان
هوانس گریگوریان (ارمنی: Հովհաննես Երվանդի Գրիգորյան؛  زادهٔ ۷ اوت ۱۹۴۵ - درگذشته ۷ فوریهٔ ۲۰۱۳) شاعر نوگرای اهل ارمنستان بود.

## زندگی‌نامه
در ۷ اوت ۱۹۴۵م، در شهر گیومری، ارمنستان به دنیا آمد. در ۱۹۷۰م، دورهٔ زبان‌شناسی و ترجمه را در دانشگاه ایروان به پایان برد. نخستین دفتر شعرهای او با عنوان آوازهای بی موسیقی در ۱۹۷۵م در ایروان انتشار یافت. اشعار او در بیش از ده مجموعه به دست علاقه‌مندان رسیده‌است. از او دو کتاب داستان و مجموعه ای از مقالات نیز انتشار یافته‌است.
هوانس گریگوریان به ترجمهٔ آثاری از زبان اسپانیایی نیز دست زده‌است. مرگ آرتمیو کروز از کارلوس فوئنتِس، قرعه‌کشی از خولیو کورتاسار، نمایشنامهٔ سِلِستینا از ف. دِ روخاس و مجموعهٔ مقالات فلسفهٔ فرهنگ از خوزه ماریو اورتگا از ترجمه‌های اوست. ‏
اشعار او به بسیاری از زبان‌ها ترجمه شده و دو مجموعه نیز به نام‌های پاییزی کاملاً متفاوت (نشر امرود) و رؤیایی که به خاطرش می‌ارزد خوابید و بیدار نشد (انتشارات افراز)‏ با برگردان واهه آرمن به فارسی انتشار یافته‌است.

## درگذشت
هوانس گریگوریان در ‏۷ فوریهٔ ‏۲۰۱۳م، پس از یک دورهٔ طولانی بیماری، در ایروان درگذشت. ‏